# Dalmatinska akcija (2021.)
Dalmatinska akcija (DA) jest politička stranka nastala po uzoru na Dalmatinsku akciju iz 1990-ih. Osnovana je 2021. godine na isti dan, 16. prosinca u Splitu. Sjedište stranke je u Splitu. Stranka se zalaže za regionalno preuređenje Hrvatske, odnosno stvaranje Dalmacije kao posebne upravne jedinice koja će dijeliti ovlasti sa središnjom vlasti u Zagrebu. 

## Povijest
Dalmatinska akcija (DA) bila je hrvatska regionalistička politička stranka lijeve orijentacije, koja je djelovala na području Dalmacije 1990-ih, a koja je iz registra izbrisana 2003. godine.
Stranku su 2021. reaktivirali Tomislav Matijašević i bivši SDP-ovac Nino Aviani.